# Güzelyalı (Pendik)
Güzelyalı est un quartier du district de Pendik de la métropole d'Istanbul.